# Gare de Nishi-Maiko
La gare de Nishi-Maiko (西舞子駅, Nishi-Maiko-eki) est une gare ferroviaire localisée dans l'arrondissement Tarumi de la ville de Kobe, dans la préfecture de Hyōgo au Japon. La gare est exploitée par la compagnie Sanyo Electric Railway, sur la ligne principale Sanyo Electric Railway. Le numéro de la gare est SY 14.

## Situation ferroviaire
Établie à 6 mètres d'altitude, la gare de Nishi-Maiko est située au point kilométrique (PK) 12.4 de la ligne principale Sanyo Electric Railway.

## Histoire
C'est le 12 avril 1917 que la gare est inaugurée sous le nom de Yamada. En 1935, la gare prend le nom de Maiko. Deux ans plus tard, elle change à nouveau de nom pour prendre celui actuel.
En 2013, la fréquentation journalière de la gare était de 940 personnes.
| 2010 | 2011 | 2012 | 2013 |
| 888  | 885  | 907  | 940  |

## Service des voyageurs

### Accueil
La gare est une halte sans service et sans personnel.

### Desserte
La gare de Nishi-Maiko  est une gare disposant de deux quais et de deux voies.
| N° de voie    | Ligne | Direction         |
| ------------- | ----- | ----------------- |
| Côté mer      | Sanyō | Himeji - Aboshi   |
| Côté montagne | Sanyō | Sannomiya - Ōsaka |

Installations et desserte
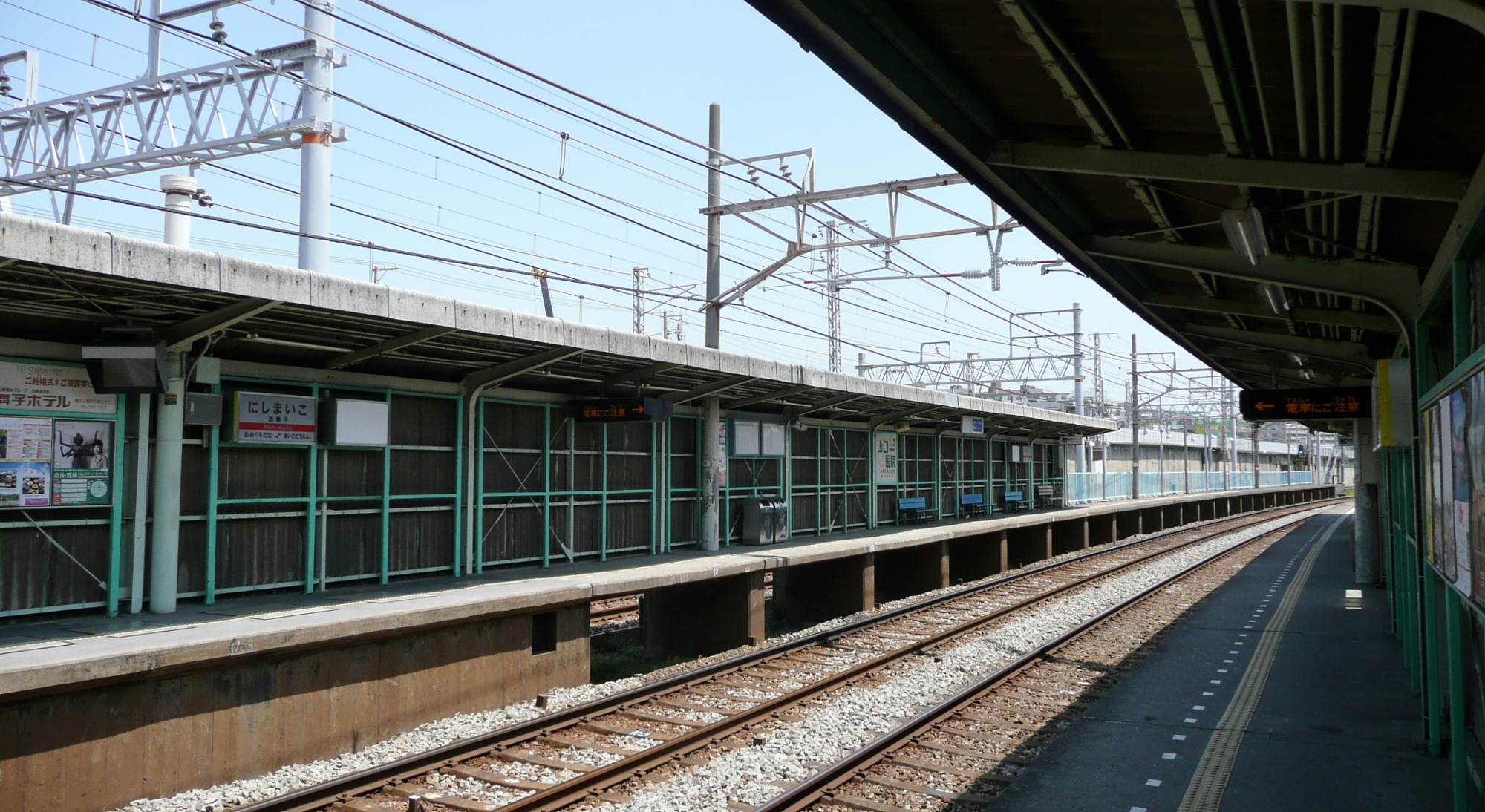
Vue sur les voies et quais.

### Site d’intérêt
- Le sanctuaire shinto Maikoroku-jinja
- Le temple Nobusō-tera
- Les parcs Ōtoshiyamaiseki et  Maikohosomichi